# Велике Ісаково
Велике Ісаково (рос. Большое Исаково) — селище Гур'євського міського округу, Калінінградської області Росії. Входить до складу Великоісаковського сільського поселення.
Населення — 3187 осіб (2015 рік).

## Населення
| 1820  | 1885 | 1910 | 1933  | 1939  | 2002  | 2006  |
| ----- | ---- | ---- | ----- | ----- | ----- | ----- |
| 310   | ↗774 | ↗864 | ↗1827 | →1827 | ↗2499 | ↗2563 |
| 2010  |      |      |       |       |       |       |
| ↗3187 |      |      |       |       |       |       |